# Чарлс Сандерс Перс
Чарлс Сандерс Перс (енгл. Charles Sanders Peirce; 10. септембар 1839 — 19. април 1914) био је амерички филозоф, логичар, математичар и научник који је понекад познат као „отац прагматизма“.
Образован за хемичара и запослен као научник тридесет година, Перс се сматрао, пре свега, логичарем. Дао је велики допринос логици, теми која је за њега обухватала већи део онога што се данас назива епистемологијом и филозофијом науке. Логику је доживљавао као формалну грану семиотике, чији је оснивач, што је наговештавало расправу између логичких позитивиста и заговорника филозофије језика која је доминирала западном филозофијом 20. века. Поред тога, дефинисао је концепт абдуктивног резоновања, као и ригорозно формулисане математичке индукције и дедуктивно резоновање. Већ 1886. године видео је да се логичке операције могу изводити електричним склопним круговима. Иста идеја коришћена је деценијама касније за производњу дигиталних рачунара.
1934. филозоф Пол Вајс назвао је Перса „најоригиналнијим и најсвестранијим америчким филозофима и највећим америчким логичарем.“ Вебстеров биографски речник из 1943. године рекао је да је Перс „сада сматран најоригиналнијим мислиоцем и највећим логичарем свог времена.“

## Биографија

### Детињство и младост
Перс је рођен у Кејмбриџу, Масачусетс. Био је син Саре Хант Милс и Бенџамина Перса, који је и сам био професор астрономије и математике на Универзитету Харвард и можда први озбиљни истраживачки математичар у Америци. У 12. години, Чарлес је прочитао копију свог старијег брата о елементима Richard Whately's Elements of Logic, тада водећи текст на ту тему на енглеском језику. Тако је започела његова доживотна фасцинација логиком и расуђивањем. Наставио је да стече звање Bachelor of Arts degree и мастер-Master of Arts degree (1862) на Харварду. Године 1863. Lawrence Scientific School доделио му је диплому Bachelor of Science degree, прву Харвардову summa cum laude диплому хемије. Његов академски досије иначе није био препознатљив. На Харварду је започео доживотна пријатељства са Францисом Елингвудом Аботом, Шаунсијем Рајтом и Вилијамом Џејмсом. Један од његових инструктора са Харварда, Чарлес Вилијам Елиот, створио је неповољно мишљење о Персу. То се показало судбоносним, јер је Елиот, док је председник Харварда (1869–1909 - период који је обухватио готово читав Персеов радни век), више пута стављао вето на Персово запослење на универзитету.
Перс је од касне тинејџерске доби патио од нервног стања тада познатог као „фацијална неуралгија“, која би данас имала дијагнозу тригеминалне неуралгије. Његов биограф, Џозеф Брент, каже да је, када је у муци претрпео бол, „у почетку био готово омамљен, а затим подаље, хладан, депресиван, крајње сумњичав, нестрпљив и према најмањем прелазу и подложан насилним изливима љутње.“ Његове последице могле су довести до социјалне изолације његовог каснијег живота.

### Запослење
Између 1859. и 1891. године, Перс је повремено био запослен у разним научним својствима од стране Обаве за истраживање обале Сједињених Држава и његовог наследника, Обале и геодетске службе Сједињених Држава, где је уживао заштиту свог изузетно утицајног оца све до његове смрти 1880. године. То запослење је ослободило Перса да мора да учествује у Америчком грађанском рату; било би му врло непријатно да то учини, пошто су бостонски брахмани Перис симпатизирали Конфедерацију. Током истраживања, радио је углавном на геодезији и гравиметрији, усавршавајући употребу клатна за одређивање малих локалних варијација у гравитацији Земље. Од 1869. до 1872. био је запослен као асистент у астрономској опсерваторији на Харварду, радећи важан посао на одређивању сјаја звезда и облика Млечног пута. 20. априла 1877. године изабран је за члана Националне академије наука. Такође је 1877. године предложио мерење бројила као толико таласних дужина светлости одређене фреквенције, врста дефиниције која се користила од 1960. до 1983. године.

### Универзитет Џон Хопкинс
1879. Перс је постављен за предавача логике на Универзитету Џон Хопкинс, који је имао јака одељења у областима које су га занимале, попут филозофије (Ројс и Дјуи су докторирали на Хопкинсу), психологије (предавао Г. Станли Хал и студирао Јосеф Јастров, који је са Персом био коаутор значајне емпиријске студије) и математике (предавао ЈЈ Силвестер, који се дивио Персовом раду на математици и логици). Његове студије логике чланова Универзитета Џонс Хопкинс (1883) садржале су дела њега самог и Алана Маркуанда, Кристине Лад, Бенџамина Ивес Гилмана и Оскара Ховарда Мичела, од којих је неколико било његових постдипломаца. Персова неограничена позиција у Хопкинсу била је једино академско именовање које је икада обављао.
Лични живот Перса несумњиво је радио наспрам његовог професионалног успеха. Након што га је 1875. напустила прва супруга Харијет Мелусина Фај („Зина“), Перс се, иако је још увек био у законском браку, спетљао са Џулијет, чије је презиме, названо Фроиси и Поурталај, и националност. (говорила је француски) остаје неизвесна. Када је његов развод од Зине постао коначан 1883. године, оженио се Џулијет. Те године је Њукамб указао повериоцу Џона Хопкинса да је Перс, док је био Хопкинсов запосленик, живео и путовао са женом са којом није био ожењен; скандал који је уследио довео је до његове смене у јануару 1884. Током година Перс је безуспешно тражио академско запослење на разним универзитетима. Ни у једном браку није имао деце.

### Сиромаштво
1887. Перс је продао део наследства од родитеља да би купио 2.000 хектара (8 km²) сеоског земљишта у близини Милфорда у Пенсилванији, што му никада није донело економски добитак. Тамо је имао фарму из 1854. преуређену по његовом укусу. Перс је имање назвао „Арисбе“. Он и Џулијет су живели тамо са мало прекида до краја свог живота. Чарлс је плодно писао, већи део тога до данас није објављено. Живот изван њихових могућности убрзо је довео до озбиљних финансијских и правних потешкоћа. Већи део своје последње две деценије зими није могао да приушти топлоту и издржавао се од старог хлеба који је донирао локални пекар. Како није могао приуштити нову дописницу, писао је на супротној страни старих рукописа. Изванредна потерница за напад и неплаћени дугови довели су до тога да је неко време био бегунац у Њујорку. Неколико људи, укључујући његовог брата Џејмса Милса Перса и његове комшије, рођаке Гифорда Пинчота, намирило је његове дугове и платило порез на имовину и хипотеку.
Перс се бавио неким научним и инжењерским консалтингом и написао је много за оскудну плату, углавном енциклопедијске речнике и критике за The Nation. Започео је, али није довршио неколико књига.
У овим очајним временима Персу је највише помогао његов стари пријатељ Вилијам Џејмс, посветивши Персу своју Вољу за веровањем (1897) и договоривши се да Перс плати за две серије предавања на или близу Харварда (1898. и 1903). Најважније, сваке године од 1907. до Џејмсове смрти 1910. године, Џејмс је писао својим пријатељима из бостонске интелигенције да затражи финансијску помоћ за Перса; фонд се наставио и након што је Џејмс умро. Перс је узвратио тако што је Џејмс најстаријег сина одредио за свог наследника.
Перс је умро сиромашан у Милфорду у Пенсилванији, двадесет година пре своје удовице. Џулијет Перс чувала је урну са Персовим пепелом у Арисбеу. 1934. гувернер Пенсилваније Гифорд Пинчот организовао је Џулијетину сахрана на гробљу Милфорд. Урна са Персеовим пепелом потопљена је са Џулијет.

### Ропство, Амерички грађански рат и расизам
Перс је одрастао у дому у којем се надмоћ белаца узимала здраво за готово, а јужњачко ропство се сматрало природним.
До избијања грађанског рата, његов отац се описивао као сецесиониста, али након избијања рата то је престало и постао је синдикални партизан, дајући донације Санитарној комисији, водећој северњачкој ратној добротворној организацији. Ниједан члан породице Перс није се пријавио. Перс је делио ставове свог оца и волео је да користи следећи силогизам да илуструје непоузданост традиционалних облика логике (види такође: Персов закон § Остали докази Персовог закона):
Сви су мушкарци једнаки у својим политичким правима.
Црнци су мушкарци.
Стога су црнци у политичким правима једнаки белцима.

## Филозофија
Није довољно познато да је Перс био научник, а не филозоф; и да је за живота био познат и цењен углавном као научник, тек секундарно као логичар, а једва уопште као филозоф. Чак се ни његов рад у филозофији и логици неће разумети док ова чињеница не постане стална премиса Персових студија.

- Макс Фиш 1964, стр. 486.
Перс је био научник 30 година, а вероватно је био професионални филозоф само током пет година колико је држао предавања у Џону Хопкинсу. Филозофију је учио углавном читајући сваки дан по неколико страница Критике чистог ума Имануела Канта на оригиналном немачком, док је био студент Харварда. Његови радови се баве широким спектром дисциплина, укључујући математику, логику, филозофију, статистику, астрономију, метрологију, геодезију, експерименталну психологију, економију, лингвистику, и историју и филозофију науке. Ово дело ужива ново интересовање и одобравање, препород инспирисан не само његовим предвиђањима недавних научних достигнућа, већ и демонстрацијом како се филозофија може ефикасно применити на људске проблеме.
Персова филозофија укључује прожимајући систем од три категорије: уверење да је истина непроменљива и да је неовисна од стварног мишљења (фалибилизам) и откривена (без радикалног скептицизма), логика као формална семиотика на знаковима, на аргументима, и на начине истраге - укључујући филозофски прагматизам (који је основао), критички заједнички сензивизам и научни метод - и, у метафизици: сколастички реализам, нпр. Џон Дунс Скотус, вера у Бога, слободу и бар ослабљену бесмртност, објективни идеализам и веровање у стварност континуитета и апсолутне шансе, механичке потребе и стваралачке љубави. У његовом раду фалибилизам и прагматизам могу деловати некако као скептицизам, односно позитивизам у туђем раду. Међутим, за Перса је фалибилизам уравнотежен анти-скептицизмом и основа је за веровање у стварност апсолутне шансе и континуитета, а прагматизам обавезује анти-номиналистичку веру у стварност општег.
Перс одређује прагматизам као једну врсту позитивизма. Међутим, за разлику од позитивиста, који потпуно одбацују метафизику, Перс задржава оне њене делове који могу да издрже критичку анализу, пре свега, оне који се односе на етичка уверења. Задатак филозофије састоји се, по Персу, у томе да критички испита и на што једноставнији начин објасни сва веровања садржана у здравом разуму, полазећи од тога да их ниједно искуство до сада није одбацило. Да би се дошло до јасних сазнања, потребно је применити прагматички критички поступак, које се састоји у следећем.
Полазиште сазнања представљају веровања о истој ствари, која су често узајамно противречна. На основу њих самих није увек могуће утврдити која су од њих прихватљива, а која нису. Пошто се сва наша сазнања исказују језиком као системом знакова, критичко испитивање знања захтева, пре свега, испитивање језика као знаковног система (семиотика). Перс посебно наглашава да значења појмова, који чине садржај наших здраворазусмских веровања, треба дефинисати на разумљив начин тако да се већ у њиховој дефиницији могу уочити све битне последице које се појављују током експерименталног истраживања или приликом доношења практичних одлука. Ако из одређених веровања произилазе практичне последице, које могу да буду полазиште за будуће деловање, таква веровања треба прихватити као релевантна, а не одбацивати их као бесмислена. По Персу, то је често случај са метафизичким ставовима. Веровања која се у овом смислу покажу као релевантна представљају проблеме које затим треба решавати експерименталним методама посебних наука. Међутим, ни за тако добијена сазнања не може се још увек рећи да су апсолутно прихватљива.
Према Персу, као истинито важи оно уверење о коме постоји сагласност заједнице истраживача, тј. компетентних стручњака у одређеној области. Оно око чега су научници сагласни мора бити и усаглашено са општим друштвеним интересима и прихваћеним етичким вредностима. Пошто сазнање мора бити усклађено са етичким вредностима, онда логичка самоконтрола научника треба да буде одраз њихове етичке самоконтроле- сматра Перс.

### Естетика и етика
Перс није пуно писао о естетици и етици, али је дошао до 1902. године да сматра да естетика, етика и логика тим редоследом чине нормативне науке. Естетику је окарактерисао као проучавање добра (које се схвата као дивљење), а тиме и циљева који управљају свим понашањем и размишљањима.

### Теорија категорија
Дана 14. маја 1867. године, 27-годишњи Перс представио је рад под насловом „О новом списку категорија“ Америчкој академији уметности и науке, која га је објавила следеће године. У раду се износи теорија предикације која укључује три универзалне категорије које је Перс развио као одговор на читање Аристотела, Имануела Канта и Г. В. Ф. Хегела, категорије које је Перс примењивао током свог рада до краја свог живота. Персови научници генерално сматрају да је "Нова листа" основа или ломљење темеља за Персов "архитектонски", његов план за прагматичну филозофију. У категоријама ће се разазнати, концентрисани, обрасци које неко пронађе формирани од три степена јасноће у „Како објаснити наше идеје“ (чланак из 1878. утемељен на прагматизму) и у бројним другим трихотомијама у његовом раду.
„На новој листи категорија“ баца се као кантовски одбитак; кратак је, али густ и тешко га је сажети. Следећа табела је састављена из тог и каснијих дела. 1893. Перс је већину тога поновио за мање напредну публику.